# Глобке, Ганс
Ганс Йозеф Мария Глобке (нем. Hans Josef Maria Globke; 10 сентября 1898, Дюссельдорф — 13 февраля 1973, Бад-Годесберг) — германский юрист и государственный деятель. Занимал пост статс-секретаря канцелярии федерального канцлера ФРГ с 1953 по 1963 год. Официальный комментатор расовых законов в Германии (Нюрнбергские законы о гражданстве и расе). В НСДАП не принят в 1940 по распоряжению Мартина Бормана как принадлежавший ранее к католической партии «Центр». Это обстоятельство впоследствии помогло ему избежать денацификации и процессов над нацистскими юристами, поскольку формально Глобке не являлся нацистом.

## Биография
Ганс Глобке родился 10 сентября 1898 года в Дюссельдорфе в католической семье. Вскоре после рождения Ганса семья переехала в Ахен. Ганс изучал право и политические науки в Боннском и Кёльнском университетах, окончил обучение в 1922 году. Защитил диссертацию в Гисенском университете. Был членом католической организации Cartellverband.
В декабре 1929 года, Глобке поступил на службу в министерство внутренних дел Пруссии. Был одним из ключевых участников юридического обоснования преследования евреев, хотя никогда не был членом нацистской партии.
В комментариях к Нюрнбергским законам Глобке давал необходимое юридическое оформление воле нацистского режима. Ещё до принятия законов предложил установить отличительные знаки для всего еврейского населения, а также издать особый циркуляр, который запрещал брак между евреями и немцами. Ввёл в гестапо систему регистрации еврейского населения для проведения принудительных мер. Был инициатором идеи обязательной смены еврейских имён с добавлением «Израиль» у мужчин и «Сара» у женщин.
В Нюрнбергском процессе участвовал в качестве свидетеля.
Суд ГДР обвинил Глобке заочно в том, что он являлся ключевой фигурой в кампании геноцида евреев, и приговорил к пожизненному заключению.
При жизни Глобке его нацистское прошлое и роль в Холокосте скрывалось при поддержке ЦРУ и БНД. Занимал пост государственного секретаря в ФРГ, был близким советником Конрада Аденауэра. После ухода Аденауэра из активной политики в 1963 году Глобке уехал в Швейцарию и умер в Бад-Годесберге 13 февраля 1973 года.
По заявлениям некоторых авторов, уходу Глобке способствовала его секретарша, якобы завербованная агентурой ГДР и передававшая ценную информацию.

## Использованная литература
- Robert S. Wistrich. Who's who in Nazi Germany. — Psychology Press, 2001. — P. 74—75. — 296 p. — (The Routledge who's who series). — ISBN 9780415260381.